# 第二次成都戰鬥
成都戰鬥發生於1920年5月11日及7月10日，地點則是在中國川西。是北洋政府時期內戰之一，也是四川省境內的內鬨。交戰兩方為四川靖國軍及川5師川6師與滇軍的聯合軍。戰鬥末了，四川靖國軍落敗，退出成都。